# 1099

## Události
- 7. června – 15. července – obléhání Jerusaléma, križáci ho dobyli
- 12. srpna – Bitva u Aškelonu
- Křižáci porazili Al-Afdala, vezíra Fátimovského chalífátu

## Narození
- ? – Olaf Magnusson, norský král, nemanželský syn krále Magnuse III. († 22. prosince 1115)
- ? – Vilém X. Akvitánský, otec francouzské a později anglické královny Eleonory Akvitánské († 9. duben 1137)

## Úmrtí
- 10. července – Cid, kastilský rytíř a později politický a vojenský vůdce, který v době počátku reconquisty dobyl a ovládl Valencii (* kolem 1040)
- 29. července – Urban II., papež (* 1042)
- ? – Donald III., král Skotska

## Hlava státu
- České knížectví – Břetislav II.
- Svatá říše římská – Jindřich IV.
- Papež – Urban II., Paschalis II.
- Anglické království – Vilém II. Ryšavý
- Francouzské království – Filip I.
- Polské knížectví – Vladislav I. Herman
- Uherské království – Koloman
- Byzantská říše – Alexios I. Komnenos
- Jeruzalémské království – Godefroy z Bouillonu (Ochránce božího hrobu)